# Matriz (Trujillo)
Pour les articles homonymes, voir Matriz.
Matriz est l'une des sept paroisses civiles de la municipalité de Trujillo dans l'État de Trujillo au Venezuela. Sa capitale est Matriz.